# 2023年4月中國大陸

## 4月1日
- 因天津市於3月19日至23日連續5天發生7起學生輕生事件，全市中小學即日起陸續緊急召開家長會[1][2]。

## 4月4日
- 据网传的微信群組“CETC-軟件開發部”聊天记录显示，中国电子科技集团成都分区软件开发事业部的一名员工陈志龍，因领导安排清明节加班而暴怒，他稱該部門同事整月從早上8點上班到晚上11點下班違反勞動法，領導卻在家悠閑躺平；同事認同而集体辞职。最終該部門有23人請求辭職，硬件和其他部門員工也有數10人請辭。当事人陈志龍已离职。若此事屬實，那麼該公司涉嫌違反《中華人民共和國勞動法》（每天8小時工作，加班不超過3小時），將依法處罰[3][4][5]。7日，德陽市公安局经开区分局通報稱，此事是捏造的，已拘留涉事的陳志龍[6]。
- 下午1時50分許，湖南省張家界市永定区天门山風景區發生遊客跳崖事件。有4名遊客在該景區山頂西線玻璃棧道上，翻越安全護欄後集體跳崖。其中1名遊客被阻止攔下後送醫，發現服下毒藥，經搶救後無效身亡。4名遊客為3名男子、1名女子，分別來自福建省、河北省、河南省和四川省，年齡22歲至33歲。據4人留下的遺書，公安部門初步認定4人為輕生，而遺書中有免責聲明，4人稱輕生是他們自己的想法，與他人無關。對此，政府部門回應並證實此事，強調正在調查中[7]。

## 4月5日
- 法國總統艾曼紐·馬克宏应中共中央总书记兼中国国家主席习近平邀请于4月5日至7日对中国进行国事访问。由歐盟委員會主席烏蘇拉·馮德萊恩陪同法國總統馬克宏一同訪問中國[8]。

## 4月10日
- 解放军东部战区於4月8日至10日舉行第二階段“环台岛战备警巡和联合利剑演习”結束。中國首艘國產航母山东舰首次亮相，也是首次參加台海演习[9]。

## 4月12日
- 中國商務部公告2023年第54号，宣布就臺灣地區对中国大陆的贸易限制措施，進行贸易壁垒调查，其中涉及2455项產品。调查可延长至2024年1月12日，為2024年台湾总统选舉的前一天[10]。
- 晚間9時許，世界首個全超导托卡马克核聚变实验装置（人造太陽）獲重大成果，實現403秒穩態長脈衝高約束模等離子體運行，創造托卡馬克裝置高約束模式運行新的世界紀錄[11]。

## 4月13日
- 乌克兰国家预防腐败局以中国手机厂商小米集团于俄罗斯入侵乌克兰期间，扩大在俄罗斯的手机销售业务，缴纳大量税款支持俄罗斯联邦军队为由，将小米列入“战争赞助商”名单，进而实施制裁[12]。

## 4月18日
- 中午12时57分，北京市丰台区长峰医院住院部东楼发生火灾，造成29人死亡[13]。

## 4月19日
- 上午10時44分，山東省濟寧市泗水县圣水峪镇小河村發生嚴重車禍，造成7人死亡、10人受傷[14]。
- 下午5時許，山東省青島市黃島區山东科技大学青島校區的北門外東側人行道發生持刀攻擊事件，造成1人死亡、6人受傷，其中死者是經緊急送醫搶救後不幸死亡，而6名傷者經送醫治療後已無生命危險。付姓嫌犯當場已遭到警察制伏並逮捕。據傳嫌犯有精神疾病的問題已休學2年，該年申請復學遭拒，目前不知是否與此有所關聯，相關單位正在進行調查中[15]。

## 4月23日
- 下午5時40分許，上海市閔行區新虹街道龍湖虹橋天街商場發生跳樓事件，一名51歲男子翻越該商場5樓的護欄跳樓，砸傷在1樓的一名26歲女顧客[16]，導致女顧客當場昏迷倒地，男子也倒在一旁，地板都是血跡。事發後商場人員立刻做出處理，警方獲報後趕抵現場。但商場卻指示保全，第一時間趕緊拿出隔板，圍住受傷的兩人。商場人員並沒有當下給予兩人進行急救措施。而男子經搶救後傷重不治身亡，被砸傷的女子經搶救後已無生命危險[17]。

## 4月25日
- 天涯社区自4月1日至今，網頁和APP無法訪問，傳出關閉的消息[18]。天涯社區前執行總編宋錚於26日晚間在微博透露，“天涯沒死，只是全身癱瘓。IDC（伺服器）欠費被停了”，因為打官司，域名也被法院凍結了。天涯社區於4月1日曾發微博宣布，近期將進行技術升級和數據重構，期間平台將無法訪問[19][20]。據天眼查資料顯示，天涯社區存在6條被執行人信息，累計執行標的超1.46億元人民幣，並且創始人邢明有數十條限制消費令。此外，該公司還涉及數百個案件，包括名譽權糾紛、侵害作品信息網路傳播權糾紛等[21][22]。

## 4月26日
- 中國最高領導人、中共中央總書記習近平與烏克蘭總統弗拉基米尔·泽连斯基通電話，為2022年俄羅斯入侵烏克蘭以來兩人首次通話[23]。
- 晚間11時53分，安徽省阜陽市阜南縣公安局接獲多名民眾報案稱家中飼養的貓咪被偷走，之後警方找到是一名29歲男子徐志輝盜竊的，而徐志輝還曾於3月15日在鹿城鎮一處樹林虐待貓，且拍成短影片在QQ群分享，惡行被曝光後，遭當地公安機關證實並逮捕。而他27日在微博發布致歉信，請求大家給我一次機會。徐志輝身分是在影音平台bilibili和抖音分別有40多萬與6萬多名粉絲追蹤的美食網紅“杰克辣條”[24]。

## 4月27日
- 中央纪委国家监委网站發布公告，指出青海省6名黨員領導幹部，嚴重違反中央八项规定精神問題，已懲處開罰。當時於2022年12月11日晚間8時至11時許，參加青海省黨政主要領導幹部學習貫徹黨的二十大精神培訓班期間，由時任青海省委委員師存武，組織黨員李青川、王學文、多傑、洪涛、陶永利，在省委黨校學員宿舍聚餐飲酒，師存武利用職權要求省政府機關食堂為其提供並安排公務車輛運送菜餚，李青川提供8瓶白酒，6人共喝7瓶白酒。隔天師存武醉到無法參加會議，藏族人大代表多傑還喝到過世。而師存武已被開除黨籍[25]。